# Diplazium kappanense
Diplazium kappanense là một loài dương xỉ trong họ Athyriaceae. Loài này được Hayata mô tả khoa học đầu tiên năm 1919.
Danh pháp khoa học của loài này chưa được làm sáng tỏ. 